# Успињача до Будимског дворца
Успињача до Будимског дворца (мађ. Budavári Sikló) је успињача у граду Будимпешти. Повезује Трг Адама Кларка и ланчани мост Сечењи на нивоу реке са Будимским дворцем изнад.
Линија је отворена 2. марта 1870., а у општинском је власништву од 1920. Уништен је у Другом светском рату и поново је отворен 4. јуна 1986. Карактеристика пруге су два пешачка моста која прелазе изнад ње. Оне су биле присутне када је пруга отворена, уклоњене су 1900. када је дворска башта проширена, а обновљене су према оригиналном пројекту 1983. 

## Историја
Изградња је почела у јулу 1868., а прва пробна вожња је била 23. октобра 1869. Успињача је отворена за јавност од 2. марта 1870. Ова успињача је била друга у Европи, само је Лион у то време имао сличан транспортни систем.
У време Другог светског рата аутомобили и терминали су уништени бомбама. 
Остаци успињаче су потом демонтирани. Замена ескалаторима је касније разматрана. Реконструкција успињаче је одлучена 1965. и направљено је неколико планова, али су грађевински радови одложени. Неколико музеја се преселило у замак 1975. и због тога је покренута минибус линија између два терминала (линија „V“). Ово је било у функцији све док линија није коначно поново отворена 1986. 

## Технички параметри
Линија има следеће техничке параметре: 
- Дужина: 95 m (312 ft)
- Висина: 51 m (167 ft)
- градијент : 31,75° (62%)
- Аутомобили: 2
- Капацитет: 24 путника по вагону
- Конфигурација: Двоструки колосек
- Максимална брзина: 15 m/s (34 mph; 54 km/h)
- Ширина колосека : 1.435 mm (4 ft 8 1⁄2 in) standard gauge

## Операција
Линијом управља BKV, а радно време је од 07:30 до 22:00 сваког дана.

## Галерија
- Поглед уз линију, приказујући карактеристичне пешачке мостове у јуну 2005.
- Поглед са предње стране успињаче у јануару 2008.
- Будавари Шикло је станица успињаче, на нивоу реке, која је повезана са Будимским дворцем. Јул 2023.